# Districtul Yarang
Yarang (în thailandeză ยะรัง) este un district (Amphoe) din Provincia Pattani, în Thailanda de sud.

## Istorie
Sediul vechi al districtul era situat în Ban Ano Bulo, în tambonul Yarang. Totuși, așa cum vechea locație a fost inundată în fiecare an, biroul a fost mutat la Ban Bin Ya Limo la 10 februarie 1930. Sediul actual a fost deschis la 22 septembrie 1996.

## Geografie
Districtele vecine sunt Districtul Raman și Districtul Mueang Yala al Provinciei Yala, Districtul Mae Lan, Districtul Nong Chik, Districtul Mueang Pattani, Districtul Yaring, Districtul Mayo și cu Districtul Thung Yang Daeng a Provinciei Pattani.

## Administrație
Districtul este subdivizat în 12 subdistricte (tambon), care sunt subdivizate în 72 sate (muban). Yarang este un oraș (thesaban tambon) și încojoară părți ale tamboanelor Yarang și Pitu Mudi. Sunt ulterior 12 organizații administrative ale tambon-ului.
| Număr | Nume       | Thailandeză | Sate | Locuitori |  |
| ----- | ---------- | ----------- | ---- | --------- |  |
| 1.    | Yarang     | ยะรัง        | 6    | 9,986     |  |
| 2.    | Sadawa     | สะดาวา      | 8    | 7,326     |  |
| 3.    | Prachan    | ประจัน       | 9    | 7,396     |  |
| 4.    | Sano       | สะนอ        | 4    | 5,023     |  |
| 5.    | Rawaeng    | ระแว้ง       | 6    | 4,247     |  |
| 6.    | Pitu Mudi  | ปิตูมุดี        | 5    | 5,633     |  |
| 7.    | Wat        | วัด          | 5    | 4,821     |  |
| 8.    | Krado      | กระโด       | 5    | 4,536     |  |
| 9.    | Khlong Mai | คลองใหม่     | 6    | 4,955     |  |
| 10    | Mo Mawi    | เมาะมาวี     | 6    | 10,137    |  |
| 11.   | Kolam      | กอลำ        | 5    | 5,900     |  |
| 12.   | Khao Tum   | เขาตูม       | 7    | 13,810    |  |

## Legături externe
- amphoe.com